# 日東製油
日東製油株式会社（にっとうせいゆ）は、かつて大阪府大阪市西淀川区御幣島に本社を置く、工業用潤滑油の製造をおこなっていた企業である。1934年創業。
2008年に日興産業の子会社となった後、2011年に吸収合併され解散となった。

## 会社概要
主に工業用潤滑油・金属加工油剤の製造をおこなう。国内石油商社の潤滑油製品のOEMを主力とする一方で、金属加工油の自社ブランド「ノーベル」製品を販売している。
2008年に同業種の日興産業に買収され、同社の傘下に置かれてからは主に製造におけるウェートが高くなっている。
　　

## 沿革
- 1934年：兵庫県姫路市日出町にて主として石油加工を業として創業
- 1945年：空襲の被害により明石市に工場を移転する
- 1946年：株式会社に改組
- 1949年：石油加工元売業者指定登録
- 1956年：現在地に工場移転
- 1960年：全国石油工業協同組合加入
- 1973年：大阪市より産業廃棄物処理業（廃油再生）許可取得
- 1974年：全国工作油剤工業組合設立、加入
- 1978年：潤滑油協会設立、加入
- 2008年：潤滑油専業メーカーの日興産業により子会社化
- 2011年：日興産業に吸収合併